# Änghultasjön
Änghultasjön är en sjö i Uppvidinge kommun och Vetlanda kommun i Småland och ingår i Mörrumsåns huvudavrinningsområde. Sjön är 28 meter djup, har en yta på 4,3 kvadratkilometer och befinner sig 208 meter över havet. Sjön avvattnas av vattendraget Mörrumsån (Åbyån). Vid provfiske har en stor mängd fiskarter fångats, bland annat abborre, bergsimpa, braxen och gädda. Vid sjöns södra sida ligger samhället Klavreström.
1911 konstruerades en pråm för frakt av lera från ett lertag i Ängshult till kvarnen. Även massaved och grus från Björnabäcken har fraktats med pråmtrafik på Änghultasjön. Pråmarna drogs med spel, draglinorna till pråmarna förankrades med roddbåt, men senare inköptes en motorbåt.

## Delavrinningsområde
Änghultasjön ingår i det delavrinningsområde (633804-145973) som SMHI kallar för Utloppet av Änghultasjön. Medelhöjden är 257 meter över havet och ytan är 32,74 kvadratkilometer. Räknas de 5 avrinningsområdena uppströms in blir den ackumulerade arean 97,72 kvadratkilometer. Avrinningsområdets utflöde Mörrumsån (Åbyån) mynnar i havet. Avrinningsområdet består mestadels av skog (75 %). Avrinningsområdet har 4,8 kvadratkilometer vattenytor vilket ger det en sjöprocent på 14,6 %.

## Fisk
Vid provfiske har följande fisk fångats i sjön:
- Abborre
- Bergsimpa
- Braxen
- Gädda
- Lake
- Löja
- Mört
- Regnbåge
- Sik
- Siklöja